# Luciano Castán
Luciano Castán da Silva (Jaú, 13 settembre 1989) è un calciatore brasiliano, difensore del Criciúma.

## Palmarès
- Campionato Pernambucano: 1

Sport Recife: 2024